# Ема Хикс
Ема Хикс (енгл. Emma Hix; 25. октобар 1997) канадска порнографска глумица.

## Биографија
Рођена је у Ванкуверу, а одрасла у Келоуни. Још са 15 година је показала интересовање за глуму у филмовима за одрасле, а та жеља јој се остварила 2016. године када је ступила у контакт са глумцем Дериком Пирсом са жељом да се прикључи порно индустрији.
До сада је сарађивала са многим познатим студијима међу којима су Evil Angel, Zero Tolerance, Wicked Pictures, Hustler, Digital Playground, New Sensations и Brazzers.
Више пута је била номинована за Награду AVN.